# Serra d'Oliu
La Serra d'Oliu és una serra situada al municipi de Lloret de Mar a la comarca de la Selva, amb una elevació màxima de 93 metres.